# Lijst van voetbalinterlands Letland - Portugal
Deze lijst van voetbalinterlands is een overzicht van alle officiële voetbalwedstrijden tussen de nationale teams van Letland en Portugal. De landen speelden tot op heden zes keer tegen elkaar. De eerste ontmoeting, een kwalificatiewedstrijd voor het Europees kampioenschap voetbal 1996, werd gespeeld in Riga op 9 oktober 1994. Het laatste duel, een kwalificatiewedstrijd voor het Wereldkampioenschap voetbal 2018, vond plaats op 9 juni 2017 in de Letse hoofdstad.

## Wedstrijden
| № | Plaats | Datum            | Competitie           | Wedstrijd          | Uitslag |
| - | ------ | ---------------- | -------------------- | ------------------ | ------- |
| 1 | Riga   | 9 oktober 1994   | EK 1996 kwalificatie | Letland – Portugal | 1 – 3   |
| 2 | Porto  | 3 juni 1995      | EK 1996 kwalificatie | Portugal – Letland | 3 – 2   |
| 3 | Riga   | 4 september 2004 | WK 2006 kwalificatie | Letland – Portugal | 0 – 2   |
| 4 | Porto  | 12 oktober 2005  | WK 2006 kwalificatie | Portugal – Letland | 3 – 0   |
| 5 | Loulé  | 13 november 2016 | WK 2018 kwalificatie | Portugal – Letland | 4 – 1   |
| 6 | Riga   | 9 juni 2017      | WK 2018 kwalificatie | Letland − Portugal | 0 − 3   |

## Samenvatting
| Competitie      | Totaal gespeeld | Winst Letland | Gelijk | Winst Portugal | Doelsaldo Letland – Portugal |
| --------------- | --------------- | ------------- | ------ | -------------- | ---------------------------- |
| WK-kwalificatie | 4               | 0             | 0      | 4              | 1 − 12                       |
| EK-kwalificatie | 2               | 0             | 0      | 2              | 3 − 6                        |
| Totaal          | 6               | 0             | 0      | 6              | 4 − 18                       |

## Details

### Eerste ontmoeting
| EK 1996 kwalificatie (Riga, Letland, 9 oktober 1994): |       |                                             |
| Letland                                               | 1 – 3 | Portugal                                    |
| Jevgēņijs Miļevskis 87'                               | goals | 33' João Pinto 70' João Pinto 71' Luís Figo |

### Tweede ontmoeting
| EK 1996 kwalificatie (Porto, Portugal, 3 juni 1995):            |       |                                 |
| Portugal                                                        | 3 – 2 | Letland                         |
| Luís Figo 5' Carlos Secretário 19' Domingos Oliveira 21'        | goals | 50' Vīts Rimkus 73' Vīts Rimkus |
| - Debuut van Fernando Nélson (Sporting Lissabon) voor Portugal. |       |                                 |

### Vijfde ontmoeting
| WK 2018 kwalificatie (Loulé, Portugal, 13 november 2016):                                 |       |                    |
| Portugal                                                                                  | 4 – 1 | Letland            |
| Cristiano Ronaldo 28' (pen.) William Carvalho 69' Cristiano Ronaldo 85' Bruno Alves 90+2' | goals | 67' Artūrs Zjuzins |

LFF · A-internationals · Bondscoaches · Statistieken · Lets vrouwenelftal · Olympisch elftal · Letland U21 · Letland U20 · Letland U19 · Letland U18 · Letland U17 · Letland U16
1922 – 1929 ·
1930 – 1940 ·
1950 – 1989 · 
1990 – 1999 ·
2000 – 2009 ·
2010 – 2019 ·
2020 – 2029
EK 1996 · 
EK 2000 · 
EK 2004 · 
EK 2008 · 
EK 2012
WK 1994 · 
WK 1998 · 
WK 2002 · 
WK 2006 · 
WK 2010 · 
WK 2014
OS 1924
1922 · 
1923 · 
1924 · 
1925 · 
1926 · 
1927 · 
1928 · 
1929 · 
1930 · 
1931 · 
1932 · 
1933 · 
1934 · 
1935 · 
1936 · 
1937 · 
1938 · 
1939 · 
1940 · 
1941 · 
1942 · 
1943 · 1944 · 
1945 · 
1946 · 
1947 · 
1948 · 
1949 · 
1950 – 1990 · 
1991 · 
1992 · 
1993 · 
1994 · 
1995 · 
1996 · 
1997 · 
1998 · 
1999 · 
2000 · 
2001 · 
2002 · 
2003 · 
2004 · 
2005 · 
2006 · 
2007 · 
2008 · 
2009 · 
2010 · 
2011 · 
2012 · 
2013 · 
2014 · 
2015 · 
2016 · 
2017 ·
2018 ·
2019 ·
2020 ·
2021 ·
2022
Albanië ·
Andorra ·
Angola ·
Armenië ·
Azerbeidzjan ·
Bahrein ·
België ·
Bolivia ·
Bosnië en Herzegovina ·
Brazilië ·
Bulgarije ·
China ·
Cyprus ·
Denemarken ·
Duitsland ·
Engeland ·
Estland ·
Faeröer · 
Finland ·
Frankrijk ·
Georgië ·
Ghana ·
Gibraltar ·
Griekenland ·
Honduras ·
Hongarije ·
Ierland ·
IJsland ·
Israël ·
Japan ·
Kazachstan ·
Koeweit ·
Kosovo ·
Kroatië ·
Liechtenstein ·
Litouwen ·
Luxemburg ·
Malta ·
Moldavië ·
Montenegro ·
Nederland ·
Noord-Ierland ·
Noord-Korea ·
Noord-Macedonië ·
Noorwegen ·
Oekraïne ·
Oezbekistan · 
Oman ·
Oostenrijk ·
Polen ·
Portugal ·
Qatar ·
Roemenië · 
Rusland ·
San Marino ·
Saoedi-Arabië ·
Schotland ·
Slovenië ·
Slowakije ·
Spanje ·
Thailand ·
Tsjechië ·
Tunesië ·
Turkije ·
Verenigde Staten ·
Wales ·
Wit-Rusland ·
Zuid-Korea ·
Zweden ·
Zwitserland
FPF · A-internationals · Selecties · Statistieken · Bondscoaches · Portugees vrouwenelftal · Olympisch elftal · Portugal U21 · Portugal U20 · Portugal U19 · Portugal U18 · Portugal U17 · Vrouwen U17
1921 – 1929 · 
1930 – 1939 · 
1940 – 1949 · 
1950 – 1959 · 
1960 – 1969 · 
1970 – 1979 · 
1980 – 1989 · 
1990 – 1999 · 
2000 – 2009 · 
2010 – 2019 · 
2020 – 2029
EK's: 1984 · 
1996 · 
2000 · 
2004 · 
2008 · 
2012 · 
2016 · 
2020 · 
2024
WK's: 1966 · 
1986 · 
2002 · 
2006 · 
2010 · 
2014 · 
2018 · 
2022
OS: 1928 · 
1996 · 
2004 · 
2016
1921 · 
1922 · 
1923 · 
1924 · 
1925 · 
1926 · 
1927 · 
1928 · 
1929 · 
1930 · 
1931 · 
1932 · 
1933 · 
1934 · 
1935 · 
1936 · 
1937 · 
1938 · 
1939 · 
1940 · 
1942 · 
1943 · 1944 · 
1945 · 
1946 · 
1947 · 
1948 · 
1949 ·
1950 · 
1951 · 
1952 · 
1953 · 
1954 · 
1955 · 
1956 · 
1957 · 
1958 · 
1959 ·
1960 · 
1961 · 
1962 ·
1963 ·
1964 · 
1965 · 
1966 · 
1967 · 
1968 · 
1969 ·
1970 · 
1971 · 
1972 · 
1973 · 
1974 · 
1975 · 
1976 · 
1977 · 
1978 · 
1979 ·
1980 · 
1981 · 
1982 · 
1983 · 
1984 · 
1985 · 
1986 · 
1987 · 
1988 · 
1989 · 
1990 · 
1991 ·
1992 · 
1993 · 
1994 · 
1995 · 
1996 · 
1997 · 
1998 · 
1999 · 
2000 · 
2001 · 
2002 · 
2003 · 
2004 · 
2005 · 
2006 · 
2007 · 
2008 · 
2009 · 
2010 · 
2011 · 
2012 · 
2013 ·
2014 ·
2015 ·
2016 ·
2017 ·
2018 ·
2019 ·
2020 ·
2021 ·
2022
Albanië ·
Algerije ·
Andorra ·
Angola ·
Argentinië ·
Armenië ·
Azerbeidzjan ·
België ·
Bolivia ·
Bosnië-Herzegovina ·
Brazilië ·
Bulgarije ·
Canada ·
Chili ·
China ·
Cyprus ·
DDR ·
Denemarken ·
Duitsland ·
Ecuador ·
Egypte ·
Engeland ·
Estland ·
Faeröer ·
Finland ·
Frankrijk ·
Gabon ·
Georgië ·
Ghana ·
Gibraltar ·
Griekenland ·
Hongarije ·
Ierland ·
IJsland ·
Iran ·
Israël ·
Italië ·
Ivoorkust ·
Joegoslavië ·
Kaapverdië ·
Kameroen ·
Kazachstan ·
Koeweit ·
Kroatië ·
Letland ·
Liechtenstein ·
Litouwen ·
Luxemburg ·
Malta ·
Marokko ·
Mexico ·
Moldavië ·
Mozambique ·
Nederland ·
Nieuw-Zeeland ·
Nigeria ·
Noord-Ierland ·
Noord-Korea ·
Noord-Macedonië ·
Noorwegen ·
Oekraïne ·
Oostenrijk ·
Panama ·
Paraguay ·
Polen ·
Qatar ·
Roemenië ·
Rusland ·
Saoedi-Arabië ·
Schotland ·
Servië ·
Slovenië ·
Slowakije ·
Sovjet-Unie ·
Spanje ·
Tsjechië ·
Tsjecho-Slowakije ·
Tunesië ·
Turkije ·
Uruguay ·
Verenigde Staten ·
Wales ·
Zuid-Afrika ·
Zuid-Korea ·
Zweden ·
Zwitserland
Angola (2006) ·
België (2021) ·
Brazilië (2010) · 
Denemarken (2012) ·
Duitsland (2006) ·
Duitsland (2008) ·
Duitsland (2012) ·
Duitsland (2014) ·
Duitsland (2021) ·
Engeland (2000) ·
Engeland (2006) ·
Frankrijk (2006) ·
Frankrijk (2016) ·
Frankrijk (2021)  ·
Ghana (2014) ·
Griekenland (2004, 2) · 
Hongarije (2021) · 
IJsland (2016) · 
Iran (2006) ·
Iran (2018) ·
Marokko (2018) ·
Marokko (2022) ·
Mexico (2006) ·
Nederland (2006) ·
Nederland (2012) ·
Oostenrijk (2016) · 
Spanje (2012) · 
Spanje (2018) ·
Tsjechië (2008) ·
Tsjechië (2012) · 
Turkije (2008) ·
Verenigde Staten (2014) ·
Uruguay (2018) ·
Zuid-Korea (2022) · 
Zwitserland (2008) · 
Zwitserland (2022)